# Andromeda (geslacht)
Andromeda is een geslacht uit de heidefamilie (Ericaceae). Het geslacht telt 150 tot 180 soorten. Andromeda-soorten zijn waardplant voor Frigga's parelmoervlinder, Actias selene en Paonias astylus.
De bladeren staan verspreid. Het vruchtbeginsel is bovenstandig. De enige in Noordwest- en Midden-Europa voorkomende soort is de lavendelhei (Andromeda polifolia).

## Kenmerken

### Vegetatieve kenmerken
De rozemarijnheide is een houtachtige, groenblijvende vaste plant, een dwergstruik die een hoogte van 15 tot 30 centimeter bereikt. Het vormt ondergrondse lopers. De afwisselende bladeren op de takken zijn verdeeld in korte bladstelen en bladmessen. Het eenvoudige leerachtige blad is lancetvormig. De onderkant van het blad is witachtig. De bladrand is opgerold. De bladeren lijken dus op die van rozemarijn, waaraan deze plantensoort ook de algemene naam rozemarijnheide heeft gekregen.

### Generatieve kenmerken
De rozemarijnheide vormt twee tot vijf, zelden tot acht knikkende bloemen in een parapluvormige bloeiwijze. De eivormige en roze tot witte bloembladen zijn met elkaar versmolten, zoals typerend voor de familie, bolvormig tot klokvormig. De rechtopstaande, vijfvoudige capsulevruchten, bruin als ze rijp zijn, bevatten veel zaden.
Het aantal chromosomen is 2n = 48 [2].

## Ecologie en fenologie
De rozemarijnheide is een groenblijvende dwergstruik. Vegetatieve voortplanting vindt plaats via ondergrondse uitlopers. Hun wortels vormen een mycorrhiza van het Ericaceous-type.Vanuit ecologisch oogpunt is het een kwestie van hangende boshyacinten met verstrooiingsinrichting, d.w.z. het stuifmeel druppelt naar beneden op de bezoekers als het nadert. Bestuivers zijn bijen en andere hymenoptera, maar er vindt ook zelfbestuiving plaats. De bloeiperiode loopt van mei tot juli. De capsulevruchten springen open met vijf fruitflappen en werken als windverspreiders. De zaden kunnen zich verspreiden als korrelige vliegers. De rozemarijnheide is een winterliefhebber. Om te ontkiemen heeft het een koudeprikkel (koude kiem) en licht (lichtkiem) nodig.

## Giftigheid
De rozemarijnheide is in alle delen van de plant zeer giftig. De belangrijkste actieve ingrediënten zijn andromedotoxine, evenals verschillende iridoïde glycosiden, volgens meer recente informatie mogen er echter geen diterpenen aanwezig zijn. Vergiftiging is opgetreden bij grazende dieren, met name schapen en geiten. Bij mensen is vergiftiging opgetreden door honing, die afkomstig is van de rozemarijnheide. Vergiftiging door dergelijke honing, die was verkregen in het Turkse Zwarte Zeegebied, werd in 1981 en 1982 in Oostenrijkse ziekenhuizen behandeld. Met symptomatische therapie herstelden de patiënten volledig binnen 24 uur.

## Voorkomen
Andromeda polifolia is circumpolair in Eurazië en Noord-Amerika op het noordelijk halfrond. De rozemarijnheide is wijdverspreid in Duitsland, in Beieren (vooral het Beierse Woud, Fichtelgebergte, Rhön), Baden-Württemberg (vooral Oberschwaben, Zwarte Woud) en in Noord-Duitse heidevelden. In andere gebieden wordt het ook zelden aangetroffen vanwege de zeldzaamheid van de habitat. In de Allgäuer Alpen stijgt de rozemarijnheide in Wasenmoos bij Unterkrumbach in Vorarlberg tot een hoogte van 1700 meter. De rozemarijnheide is een bewoner van de heide en regenmoerassen. Het vermijdt kalk en vereist open locaties. De familietypische mycorrhiza stelt Andromeda polifolia in staat om te groeien op gronden met een zeer laag stikstofgehalte, zoals heide en hoogveen. In Centraal-Europa is de rozemarijnheide een ordeningskarakter van de Sphagnetalia.

## Soorten en verspreiding
- Andromeda polifolia L. subsp. polifolia (Syn.: Andromeda polifolia var. concolor B.Boivin): Het is wijdverspreid op het noordelijk halfrond in Eurazië en Noord-Amerika
- Andromeda polifolia subsp. pumila V.M.Vinogr.: Het komt voor in Litouwen en Rusland
- Andromeda polifolia var. latifolia Aiton (Syn.: Andromeda canescens Small, Andromeda glaucophylla Link, Andromeda glaucophylla var. iodandra Fernald, Andromeda polifolia subsp. glaucophylla (Link) Hultén, Andromeda polifolia var. glaucophylla (Link) DC.): Het is wijdverspreid op het noordelijk halfrond in Eurazië en Noord-Amerika

## Ziekten
De rozemarijnheide wordt aangevallen door de twee naakte basidia Exobasidium karstenii en Exobasidium sundstroemii. In de eerste zijn de bladeren breder dan normaal en aan de bovenkant paars tot zwartrood. Bij besmetting met Exobasidium sundstroemii zijn de bladeren nauwelijks vergroot, maar rood-paars-groen vlekkerig. De gerimpelde rozemarijnheide (Rhytisma andromedae) vormt zwarte vlekken van 2 tot 10 millimeter breed aan de bovenzijde van het blad.

## Tuin
In de handel zijn Andromeda polifolia var. glaucophylla (synoniem: Andromeda glaucophylla) en Andromeda floribunda goed verkrijgbaar. Lavendelhei (Andromeda polifolia) staat op de Nederlandse Rode Lijst van planten als vrij zeldzaam en matig afgenomen. Er zijn echter veel cultivars te koop.
De soorten van het geslacht Andromeda voelen zich van nature goed thuis in lagere gebergten in Azië. Humusrijke grond en halfschaduw zijn aan te bevelen.